# Chetia brevis
Espèce
Statut de conservation UICN

 EN B1ab(iii,v)+2ab(iii,v) : En danger
Chetia brevis est un poisson Cichlidae du bassin des rivières Komati et Incomati en Afrique du Sud et au Mozambique.

## Référence
- Jubb, 1968 : A new Chetia (Pisces, Cichlidae) from the Incomati River system, eastern Transvaal, South Africa. Annals of the Cape Provincial Museum 6 pp 71-76.